# NGC 5248
NGC 5248（Caldwell 45）は、うしかい座の方角に約5900万光年の位置にあるコンパクトな中間渦巻銀河である。おとめ座超銀河団の東に延びるおとめ座III銀河団を構成するNGC 5248銀河群に属している。NGC 5248までの距離は、4140万光年から7400万光年と測定されており、平均は5870万光年である。